# Dioda Schottky’ego

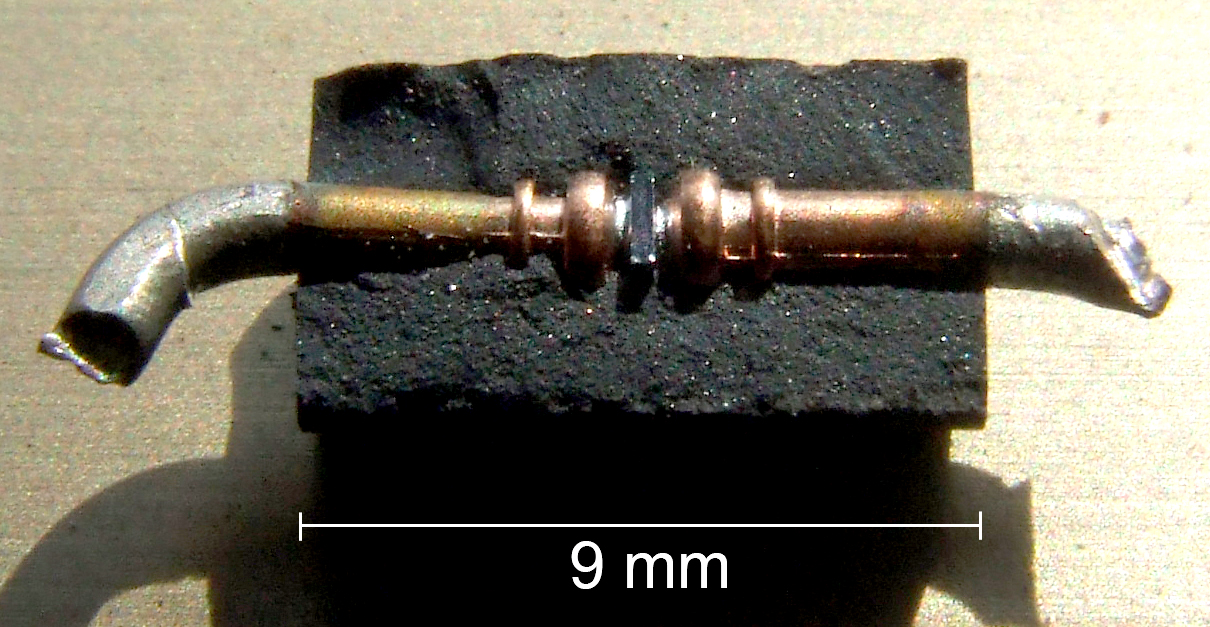
Przekrój przez 9-milimetrową diodę Schottky’ego

Dioda Schottky’ego (wym. szotkiego) – dioda półprzewodnikowa, w której w miejsce złącza p-n zastosowano złącze metal-półprzewodnik. Charakteryzuje się małą pojemnością złącza, dzięki czemu typowy czas przełączania wynosi tylko około 100 ps.
Diody Schottky'ego o małych wymiarach mogą działać przy częstotliwości dochodzącej do kilkudziesięciu GHz. Natomiast diody na duże prądy znajdują zastosowanie w impulsowych urządzeniach energoelektronicznych takich jak zasilacze impulsowe (np. zasilacz komputerowy), falowniki czy przetwornice napięcia i częstotliwości pracujące z częstotliwością od 200 kHz do 2 MHz. Pozwala to na znaczną miniaturyzację tych urządzeń, jak również osiągnięcie dużej sprawności dochodzącej do 90%.
Diody Schottky’ego mają również dwukrotnie mniejszy spadek napięcia w kierunku przewodzenia (UF = 0,3 V) niż diody krzemowe (UF = 0,6-0,7 V). Zwykle maksymalne napięcie wsteczne jest niewielkie i nie przekracza 100 V.
Nazwa tej diody pochodzi od nazwiska niemieckiego fizyka Waltera Schottky’ego.

## Typy diod
- Diody szybko przełączające, produkowane z wykorzystaniem materiałów półprzewodnikowych o szerszej przerwie pasmowej (np. arsenek galu (GaAs): trr < 0,1ns). Diody Schottky'ego mają znacznie krótsze czasy przełączania (małe wartości pojemności złącza Cj) w porównaniu do zwykłych diod półprzewodnikowych (trr rzędu 100ps), co wynika z ich konstrukcji złącza "M-S".

- Diody o małym czasie zaniku (zwane też diodami step-recovery), w tego typu diodach magazynowanie ładunku ma zasadniczy wpływ na szybkość działania diody. Stosuje się je do generowania impulsów prostokątnych (czas zaniku tf musi być bardzo mały)[1].